# Fitonutriente
Fitonutrientes são elementos fundamentais para o bom desempenho do organismo fortalecendo o seu bom desempenho.
É composto por substâncias como isoflavonas, carotenóides, flavonóides e terpenóides.
Entre as suas funções estão a redução do stress oxidativo e a formação de radicais livres, o que faz com que as células estejam mais protegidas, o metabolismo seja otimizado, mais gordura seja queimada e haja um aumento da massa magra do corpo.
Podem ser encontrados em variados vegetais e chás, sendo bastante abundantes no chá verde e chá preto.